# Ulrick Eneme Ella
Ulrick Brad Eneme Ella (Sens, 22 maggio 2002) è un calciatore francese naturalizzato gabonese, centrocampista del Paris 13 Atletico in prestito dall'Angers.

## Carriera

### Club
Dopo aver giocato nelle giovanili di Auxerre, Salisburgo ed Amiens, nella stagione 2019-2020 mette a segno 4 reti in 12 presenze nella quinta divisione francese con la squadra riserve di quest'ultimo club; in seguito si trasferisce in Inghilterra al Brighton, club di prima divisione, che lo aggrega alla sua formazione Under-23. Il 29 giugno 2022 torna in Francia con l'Angers.

### Nazionale
Il 16 novembre 2021 ha esordito con la nazionale gabonese in occasione dell'incontro valido per le qualificazioni al Campionato mondiale di calcio 2022 contro l'Egitto; successivamente è stato convocato per la Coppa delle nazioni africane 2021.

## Statistiche

### Cronologia presenze e reti in nazionale
| Cronologia completa delle presenze e delle reti in nazionale ― Gabon | Cronologia completa delle presenze e delle reti in nazionale ― Gabon | Cronologia completa delle presenze e delle reti in nazionale ― Gabon | Cronologia completa delle presenze e delle reti in nazionale ― Gabon | Cronologia completa delle presenze e delle reti in nazionale ― Gabon | Cronologia completa delle presenze e delle reti in nazionale ― Gabon | Cronologia completa delle presenze e delle reti in nazionale ― Gabon | Cronologia completa delle presenze e delle reti in nazionale ― Gabon |
| Data                                                                 | Città                                                                | In casa                                                              | Risultato                                                            | Ospiti                                                               | Competizione                                                         | Reti                                                                 | Note                                                                 |
| -------------------------------------------------------------------- | -------------------------------------------------------------------- | -------------------------------------------------------------------- | -------------------------------------------------------------------- | -------------------------------------------------------------------- | -------------------------------------------------------------------- | -------------------------------------------------------------------- | -------------------------------------------------------------------- |
| 16-11-2021                                                           | Borg El Arab                                                         | Egitto                                                               | 2 – 1                                                                | Gabon                                                                | Qual. Mondiali 2022                                                  | -                                                                    | 84’                                                                  |
| 10-1-2022                                                            | Yaoundé                                                              | Gabon                                                                | 1 – 0                                                                | Comore                                                               | Coppa d'Africa 2021 - 1º turno                                       | -                                                                    | 66’                                                                  |
| 14-1-2022                                                            | Yaoundé                                                              | Gabon                                                                | 1 – 1                                                                | Ghana                                                                | Coppa d'Africa 2021 - 1º turno                                       | -                                                                    | 67’                                                                  |
| Totale                                                               |                                                                      | Presenze                                                             | 3                                                                    |                                                                      | Reti                                                                 | 0                                                                    |                                                                      |